# Apanteles aristaeus
Apanteles aristaeus är en stekelart som beskrevs av Nixon 1965. Apanteles aristaeus ingår i släktet Apanteles och familjen bracksteklar. Inga underarter finns listade i Catalogue of Life.